# Alexander Briones
Alexander Briones (9 de septiembre de 1984) es un deportista filipino que compitió en taekwondo. Ganó tres medallas de bronce en el Campeonato Asiático de Taekwondo entre los años 2004 y 2008.

## Palmarés internacional
| Campeonato Asiático | Campeonato Asiático      | Campeonato Asiático | Campeonato Asiático |
| Año                 | Lugar                    | Medalla             | Categoría           |
| ------------------- | ------------------------ | ------------------- | ------------------- |
| 2004                | Seongnam (Corea del Sur) | Medalla de bronce   | –78 kg              |
| 2006                | Bangkok (Tailandia)      | Medalla de bronce   | –78 kg              |
| 2008                | Luoyang (China)          | Medalla de bronce   | –84 kg              |